# Jean-Pierre Melville
Jean-Pierre Melville, rođen kao Jean-Pierre Grumbach, (20. listopada 1917. – 2. kolovoza 1973.) bio je francuski filmaš. Tijekom Drugog svjetskog rata, služeći u francuskom pokretu otpora prisvojio je pseudonim Melville kao priznanje svom omiljenom američkom autoru Hermanu Melvilleu. Umjetničko ime zadržao je i nakon završetka rata.

## Biografija
Jean-Pierre Grumbach rođen je u Parizu, Francuska u etničkoj Židovskoj obitelji.
Nakon pada Francuske 1940. godine tijekom Drugog svjetskog rada, Grumbach je ušao u francuski pokret otpora kako bi se usprotivio Njemačkoj okupaciji zemlje. Služeći tamo prisvojio je pseudonim Melville po svom omiljenom američkom autoru Hermanu Melvilleu. Melville se borio u operaciji Dragoon.
Nakon povratka iz rata prijavio se za posao asistenta redatelja, ali su ga odbili. Bez potpore odlučio je režirati filmove vlastitim novčanim sredstvima, a nastavio je koristiti svoje umjetničko ime Melville. Postao je nezavisni filmaš s vlastitim filmskim studijom. 
Najveću popularnost stekao je zbog svojih tragičnih, minimalističkih kriminalističkih drama kao što su Šešir iz 1962., Samuraj iz 1967. i Crveni krug iz 1969. u kojima su glavne uloge tumačile zvijezde Alain Delon (popularno prozvan Melvillovskim glumcem), Jean-Paul Belmondo i Lino Ventura. Najveći utjecaj na njegov rad imali su američki gangsterski filmovi iz 30-tih i 40-tih godina prošlog stoljeća, a u svojim filmovima je često koristio oružja, kapute i šešire kako bi oblikovao karakterističan izgled svojih likova.
Melvillova nezavisnost i stil filmskog stvaralaštva (bio je jedan od prvih francuskih redatelja koji je koristio stvarne lokacije za snimanja) bili su glavni utjecaj na filmski pokret u Francuskoj poznat kao francuski novi val. Redatelj Jean-Luc Godard uzeo je upravo Melvillea za malu ulogu u svom proslavljenom filmu Do posljednjeg daha koji se danas smatra početkom francuskog novog vala. Kada je Godard imao problema s montažom filma, Melville mu je savjetovao da naprosto reže scene direktno na njihov najbolji dio. Godarda je upravo taj savjet inspirirao na upotrebu inovativnih brzih kadrova što je kasnije postalo i dijelom njegove slave.
Iako prijatelj s poznatim ljevičarima kao što je bio Yves Montand, Melville je sebe smatrao "ekstremnim individualcem" i "desničarskim anarhistom" kad je politika bila u pitanju.
1963. godine pozvan je u žiri 13. Berlinskog filmskog festivala.
Melville je umro u Parizu 1973. godine od srčanog udara u dobi od 55 godina.

## Filmografija

### Kao redatelj
| Godina | Originalni naslov                        | Engleski naslov                          | Bilješke    |
| ------ | ---------------------------------------- | ---------------------------------------- | ----------- |
| 1945.  | Vingt-quatre heures de la vie d'un clown | Twenty-four hours in the life of a clown | Kratki film |
| 1949.  | Le Silence de la mer                     | The Silence of the Sea                   |             |
| 1950.  | Les Enfants terribles                    | The Terrible Children                    |             |
| 1953.  | Quand tu liras cette lettre              | When You Read This Letter                |             |
| 1955.  | Bob le flambeur                          | Bob the Gambler                          |             |
| 1959.  | Deux hommes dans Manhattan               | Two Men in Manhattan                     |             |
| 1961.  | Léon Morin, prêtre                       | Leon Morin, Priest                       |             |
| 1962.  | Le Doulos                                | Doulos: The Finger Man                   |             |
| 1963.  | L’Aîné des Ferchaux                      | Magnet of Doom                           |             |
| 1966.  | Le Deuxième Souffle                      | Second Breath                            |             |
| 1967.  | Le Samouraï                              | The Samourai                             |             |
| 1969.  | L' Armée des ombres                      | Army of Shadows                          |             |
| 1970.  | Le Cercle rouge                          | The Red Circle                           |             |
| 1972.  | Un flic                                  | Dirty Money                              |             |

### Kao glumac
| Godina | Film                                     | Uloga             | Redatelj             |
| ------ | ---------------------------------------- | ----------------- | -------------------- |
| 1947.  | Les drames du Bois de Boulogne           |                   | Jacques Loew         |
| 1950.  | Orpheus                                  | Upravitelj hotela | Jean Cocteau         |
| 1956.  | Bob le flambeur                          | Narator           | Jean-Pierre Melville |
| 1957.  | Un amour de poche                        | Komisionar        | Pierre Kast          |
| 1959.  | Deux hommes dans Manhattan               | Moreau            | Jean-Pierre Melville |
| 1959.  | Le signe du lion                         |                   | Éric Rohmer          |
| 1960.  | À bout de souffle (Engleski: Breathless) | Parvulesco        | Jean-Luc Godard      |
| 1960.  | Zazie dans le métro                      |                   | Louis Malle          |
| 1963.  | Landru                                   | Georges Mandel    | Claude Chabrol       |
| 1967.  | L'homme à la Buick                       |                   | Gilles Grangier      |

## Kodno ime Melville
2008. godine produciran je 76-minutni dokumentarni film pod nazivom Kodno ime Melville (u originalu Sous le nom de Melville) koji otkriva važnost Melvillovih iskustava u francuskom pokretu otpora tijekom Drugog svjetskog rata koja su se odrazila na njegov pristup snimanja filmova.